# Comuna Novomîhailivka, Novîi Buh
Novomîhailivka (în ucraineană Новомихайлівка) este o comună în raionul Novîi Buh, regiunea Mîkolaiiv, Ucraina, formată din satele Anastasivka, Hrîhorivka, Novodmîtrivka și Novomîhailivka (reședința).

## Demografie
Componența lingvistică a comunei Novomîhailivka
     Ucraineană (93,9%)
     Rusă (4,3%)
     Română (1,38%)
     Alte limbi (0,43%)
Conform recensământului din 2001, majoritatea populației comunei Novomîhailivka era vorbitoare de ucraineană (93,9%), existând în minoritate și vorbitori de rusă (4,3%) și română (1,38%).